# سعید سلطانی

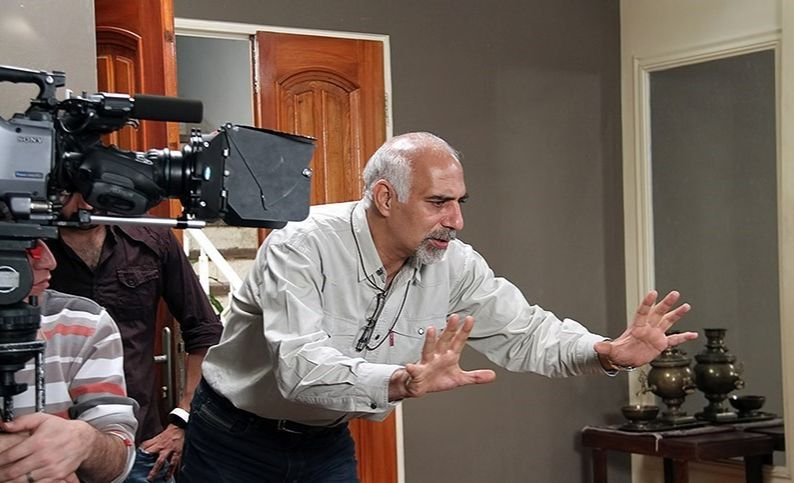
سعید سلطانی در پشت صحنه مجموعه تلویزیونی ستایش ۲ - اسفند ۱۳۹۲

سعید سلطانی (زاده ۲ فروردین ۱۳۳۳ الیگودرز) نویسنده، کارگردان و بازیگر ایرانی است، که بیشتر شهرتش را به واسطه سریال پس از باران و ستایش کسب کرده‌است.

## زندگی هنری
سلطانی زاده الیگودرز و فارغ‌التحصیل سینما از دانشکده هنر است. سعید سلطانی مدتی در بندرلنگه زندگی می‌کرد. او مدتی کارمند آموزش و پرورش بود ولی به خاطر فعالیت‌های تلویزیون و کارگردانی‌اش در سال ۱۳۷۰ از آن کار استعفا داد و به کارگردانی فیلم‌های کوتاه پرداخت.
از آن تاریخ تا کنون او در مقام کارگردانی، نویسندگی و تدوین کارهای فراوانی را برای تلویزیون و شبکه‌های یک، دو و سه انجام داده‌است.
اولین فعالیت کارگردانی سلطانی با ساخت فیلم داستانی «کوچه‌های محبت» در گروه معارف شبکه یک همراه بود. عمده کارهای او که در اوایل همکاری اش با تلویزیون انجام داده به سری مجموعه‌های «قصه‌های شب»، «شمارش معکوس»، «به سوی افتخار» و برخی دیگر از کارهای داستانی بازمی‌گشت که در سمت‌های مختلفی از جمله تدوین این آثار حضور داشت.
مجموعه تلویزیونی «میعاد در سپیده دم» نخستین گام بلند او در عرصه نویسندگی و کارگردانی سریال‌های تلویزیونی بود.
اما مخاطبان تلویزیونی سعید سلطانی او را امروز نه به خاطر سریال «میعاد در سپیده دم» بلکه به خاطر کارگردانی موفق سریال «پس از باران» می‌شناسند.
پس از موفقیت سریال «پس از باران» به سراغ سریال «جوانی» رفت. البته گفته می‌شد که سلطانی به ناچار تولید سریال «جوانی» را برعهده گرفته‌است. مجموعه‌ای که به زعم بسیاری از منتقدان به عنوان اثری نازل در میان کارهای او قرار می‌گرفت.
«شکرانه» دومین سریال مناسبتی سعید سلطانی پس از سریال «رسم عاشقی» بود که در ماه رمضان سال ۱۳۸۳ پخش شد. سریالی که در آن سال‌ها نیز اولین سریال مناسبتی و تاریخی در ماه رمضان به‌شمار می‌آمد.

## فیلم‌شناسی

### فیلم سینمایی[۲]
| نام فیلم           | سال  | نقش                            |
| ------------------ | ---- | ------------------------------ |
| چاووش              | ۱۳۶۹ | بازیگر                         |
| تویی که نمی‌شناختمت | ۱۳۶۹ | بازیگر                         |
| حسنک               | ۱۳۷۰ | نویسنده                        |
| مرد ناتمام         | ۱۳۷۱ | دستیار کارگردان و دستیار تولید |
| شاهین طلایی        | ۱۳۷۲ | دستیار کارگردان                |
| دارا و ندار        | ۱۳۷۸ | گروه صحنه و لباس               |
| شیفته              | ۱۳۷۹ | بازیگر                         |

### مجموعه تلویزیونی
| نام مجموعه           | سال  | نقش                |
| -------------------- | ---- | ------------------ |
| چنگال                | ۱۳۷۱ |                    |
| کت و شلوار خواستگاری | ۱۳۷۴ | کارگردان           |
| میعاد در سپیده‌دم     | ۱۳۷۷ | نویسنده و کارگردان |
| پس از باران          | ۱۳۷۹ | نویسنده و کارگردان |
| جوانی                | ۱۳۸۰ | نویسنده و کارگردان |
| خانه‌ای در تاریکی     | ۱۳۸۲ | نویسنده و کارگردان |
| رسم عاشقی            | ۱۳۸۳ | کارگردان           |
| لبه تاریکی           | ۱۳۸۴ | کارگردان           |
| سال‌های برف و بنفشه   | ۱۳۸۵ | کارگردان           |
| شکرانه               | ۱۳۸۶ | کارگردان           |
| مأمور بدرقه          | ۱۳۸۷ | کارگردان           |
| ستایش (فصل اول)      | ۱۳۸۹ | کارگردان           |
| فراموشی              | ۱۳۹۱ | کارگردان           |
| ستایش (فصل دوم)      | ۱۳۹۲ | کارگردان           |
| سر به راه            | ۱۳۹۳ | کارگردان           |
| ساعت صفر             | ۱۳۹۴ | کارگردان           |
| سحرخیزان             | ۱۳۹۵ | کارگردان           |
| در جستجوی آرامش      | ۱۳۹۶ | کارگردان           |
| ستایش (فصل سوم)      | ۱۳۹۸ | کارگردان           |
| بوم و بانو           | ۱۳۹۹ | کارگردان           |
| یاور                 | ۱۴۰۰ | کارگردان           |
| طوبی                 | ١۴٠٣ | کارگردان           |